# Isack Hadjar
Isack Hadjar (Párizs, 2004. szeptember 28. –) francia autóversenyző, a Red Bull Junior Team tagja. 2025-től az Racing Bulls versenyzője.

## Pályafutása

### Gokart
Párizsban kezdett el gokartozni 2015-ben. Az első két évében a francia nemzeti bajnokságban szerepelt, az utolsó évében a CIK-FIA Európai OK Junior bajnokságban vett részt.

### Formula–4
2019-ben debütált az együléses szériákban a francia F4-ben. Az Egyesült Arab Emírségekben rendezett F4-ben is részt vett, az utolsó két fordulóban. Ezután ismét visszatért a francia F4-be, ahol 3. helyen zárta a bajnokságot.

### Formula Regionális bajnokság
2021-ben részt vett az ázsiai F3-ban, ahol 6. helyen zárta a szezont vendégpilótaként. A fő sorozata ebben az évben a Regionális Európa-bajnokság volt, Hadjar 5. helyen végzett a szezon végén, csupán 4 ponttal lemaradva csapattársa Zane Maloney mögött.
2022 elején az ázsiai Formula Regional bajnokságban versenyzett a Hitech csapattal.

### Formula–3
2021 év végén a Hitech csapatánál tesztelt. 2022 januárjában pedig be is jelentették, hogy a csapatnál fog versenyezni a 2022-es szezonban. Az idény során ötször állhatott dobogóra, ebből 3-szor futamgyőztesként, többek között a szezonnyitó bahreini sprintfutamot is az élen zárta, illetve Silverstoneban ugyancsak a sprintfutam végén ő haladt át elsőként a célvonalon, Ausztriában pedig főfutamon diadalmaskodott. Összességében az év végi értékelésben 123 ponttal a negyedik helyen végzett, tizenhat ponttal lemaradva a bajnoki címet megszerző ugyancsak francia Victor Martinstől.

### Macau Grand Prix
2023 novemberében még a Hitech színeiben rajthoz állt a legendás Makaói Nagydíjon. Az időmérő edzésen a negyedik rajthelyet szerezte meg, majd a kvalifikációs versenyen 9. lett, magán a futamon pedig hetedik lett.

### Formula–2
2023 januárjában egy jól sikerült tesztet követően a Hitech leszerződtette Hadjart az F2-es csapatukba Jak Crawford mellé. Debütáló szezonja nem a legjobban alakult Hadjar számára, tíz versenyt fejezett be pontszerző helyen, egyszer pedig felállhatott a dobogóra, az ausztriai sprintfutam végén harmadikként ért célba. A tabellán 55 ponttal a tizennegyedik helyen zárt, két ponttal előtte végzett csapattársa Crawford. Még 2023 novemberében bejelentették, hogy Hadjar a következő évet a Campos Racing színeiben kezdi meg a spanyol Pepe Martíval együtt.

### Formula–1
2021 nyarán a Red Bull leigazolta a Red Bull Junior Akadémiára. 2023-ban a mexikóvárosi nagydíj első szabadedzésén vezethette a fiókcsapat AlphaTauri autóját, majd ugyanebben az évben Abu-Dzabiban a Red Bull autóját is pályára vihette az első pénteki gyakorláson. 2024-ben a brit nagydíj péntek délelőttjén ülhetett újra a autóba Sergio Pérez helyén.
2025-re Racing Bulls-hoz igazolt, ahol Liam Lawson helyét vette át és Cunoda Yúki csapattársa lett. Az ausztrál nagydíjon a futam kezdete előtt karambolozott és nem indult a versenyen. A japán nagydíjon nyolcadik helyezésével megszerezte első pontjait.

## Eredményei

### Karrier összefoglaló
| Szezon | Bajnokság                           | Csapat                   | Verseny        | Győzelem       | Pole           | Leggyorsabb kör | Dobogós helyezés | Pont           | Helyezés       |
| ------ | ----------------------------------- | ------------------------ | -------------- | -------------- | -------------- | --------------- | ---------------- | -------------- | -------------- |
| 2019   | Francia Formula–4-bajnokság         | FFSA Academy             | 20             | 1              | 0              | 1               | 2                | 118            | 7.             |
| 2020   | Arab Formula–4-bajnokság            | 3Y Technology            | 8              | 0              | 0              | 0               | 0                | 56             | 11.            |
| 2020   | Francia Formula–4-bajnokság         | FFSA Academy             | 21             | 3              | 2              | 6               | 11               | 233            | 3.             |
| 2021   | Formula Regionális Európa-bajnokság | R-ace GP                 | 20             | 2              | 1              | 3               | 5                | 166            | 5.             |
| 2021   | Formula–3 Ázsia-bajnokság           | Evans GP                 | 9              | 0              | 0              | 1               | 5                | 95             | 6.             |
| 2022   | Formula Regionális Ázsia-bajnokság  | Hitech Grand Prix        | 15             | 2              | 1              | 2               | 5                | 134            | 3.             |
| 2022   | FIA Formula–3 bajnokság             | Hitech Grand Prix        | 18             | 3              | 1              | 2               | 5                | 123            | 4.             |
| 2023   | FIA Formula–2                       | Hitech Grand Prix        | 26             | 0              | 0              | 1               | 1                | 55             | 14.            |
| 2023   | Makaói nagydíj                      | Hitech Grand Prix        | 1              | 0              | 0              | 0               | 0                | N/A            | 7.             |
| 2023   | Formula–1                           | Scuderia AlphaTauri      | Tesztversenyző | Tesztversenyző | Tesztversenyző | Tesztversenyző  | Tesztversenyző   | Tesztversenyző | Tesztversenyző |
| 2023   | Formula–1                           | Oracle Red Bull Racing   | Tesztversenyző | Tesztversenyző | Tesztversenyző | Tesztversenyző  | Tesztversenyző   | Tesztversenyző | Tesztversenyző |
| 2024   | FIA Formula–2                       | Campos Racing            | 28             | 4              | 1              | 2               | 8                | 192            | 2.             |
| 2024   | Formula–1                           | Oracle Red Bull Racing   | Tartalékpilóta | Tartalékpilóta | Tartalékpilóta | Tartalékpilóta  | Tartalékpilóta   | Tartalékpilóta | Tartalékpilóta |
| 2024   | Formula–1                           | Visa Cash App RB F1 Team | Tartalékpilóta | Tartalékpilóta | Tartalékpilóta | Tartalékpilóta  | Tartalékpilóta   | Tartalékpilóta | Tartalékpilóta |
| 2025   | Formula–1                           | Racing Bulls             | 12             | 0              | 0              | 0               | 0                | 21*            | 11.*           |

* A szezon jelenleg is zajlik.

### Teljes Formula Regionális Európa-bajnokság eredménysorozata
(Táblázat értelmezése)

(Félkövér: pole-pozícióból indult; dőlt: leggyorsabb kört futott) 

| Év   | Csapat   | 1       | 2        | 3       | 4       | 5     | 6     | 7        | 8       | 9       | 10       | 11      | 12      | 13       | 14      | 15      | 16      | 17       | 19       | 19      | 20      | Helyezés | Pont |
| ---- | -------- | ------- | -------- | ------- | ------- | ----- | ----- | -------- | ------- | ------- | -------- | ------- | ------- | -------- | ------- | ------- | ------- | -------- | -------- | ------- | ------- | -------- | ---- |
| 2021 | R-Ace GP | IMO 1 7 | IMO 2 12 | CAT 1 7 | CAT 2 3 | MCO 1 | MCO 2 | LEC 1 21 | LEC 2 3 | ZAN 1 6 | ZAN 2 11 | SPA 1 7 | SPA 2 9 | RBR 1 12 | RBR 2 6 | VAL 1 9 | VAL 2 4 | MUG 1 12 | MUG 2 13 | MNZ 1 2 | MNZ 2 1 | 5.       | 166  |

### Teljes FIA Formula–3-as eredménysorozata
(Táblázat értelmezése)

(Félkövér: pole-pozícióból indult; dőlt: leggyorsabb kört futott) 

| Év   | Csapat            | 1         | 2          | 3         | 4         | 5          | 6         | 7         | 8         | 9          | 10        | 11        | 12         | 13        | 14         | 15        | 16        | 17         | 18        | Helyezés | Pont |
| ---- | ----------------- | --------- | ---------- | --------- | --------- | ---------- | --------- | --------- | --------- | ---------- | --------- | --------- | ---------- | --------- | ---------- | --------- | --------- | ---------- | --------- | -------- | ---- |
| 2022 | Hitech Grand Prix | BHR SPR 1 | BHR FEA 25 | IMO SPR 5 | IMO FEA 3 | ESP SPR 10 | ESP FEA 3 | GBR SPR 1 | GBR FEA 5 | AUT SPR 10 | AUT FEA 1 | HUN SPR 4 | HUN FEA 18 | BEL SPR 9 | BEL FEA 14 | NED SPR 6 | NED FEA 5 | ITA SPR 27 | ITA FEA 9 | 4.       | 123  |

### Teljes FIA Formula–2-es eredménysorozata
(Táblázat értelmezése)

(Félkövér: pole-pozícióból indult; dőlt: leggyorsabb kört futott) 

| Év   | Csapat            | 1          | 2          | 3           | 4          | 5         | 6          | 7          | 8         | 9          | 10         | 11         | 12         | 13         | 14         | 15         | 16         | 17        | 18         | 19         | 20         | 21         | 22         | 23         | 24         | 25        | 26        | 27        | 28         | Helyezés | Pont |
| ---- | ----------------- | ---------- | ---------- | ----------- | ---------- | --------- | ---------- | ---------- | --------- | ---------- | ---------- | ---------- | ---------- | ---------- | ---------- | ---------- | ---------- | --------- | ---------- | ---------- | ---------- | ---------- | ---------- | ---------- | ---------- | --------- | --------- | --------- | ---------- | -------- | ---- |
| 2023 | Hitech Grand Prix | BHR SPR 20 | BHR FEA 7  | KSA SPR 12  | KSA FEA 9  | AUS SPR 6 | AUS FEA 15 | AZE SPR 11 | AZE FEA 7 | MON SPR Ki | MON FEA 12 | ESP SPR 12 | ESP FEA 20 | AUT SPR 3  | AUT FEA 12 | GBR SPR 5  | GBR FEA 15 | HUN SPR 8 | HUN FEA 5  | BEL SPR 11 | BEL FEA Ki | NED SPR 1^ | NED FEA 6  | ITA SPR 11 | ITA FEA 11 | UAE SPR 5 | UAE FEA 8 |           |            | 14.      | 55   |
| 2024 | Campos Racing     | BHR SPR 4  | BHR FEA Ki | KSA SPR 15† | KSA FEA Ki | AUS SPR 6 | AUS FEA 1  | IMO SPR Ki | IMO FEA 1 | MON SPR 8  | MON FEA 2  | ESP SPR 6  | ESP FEA 5  | AUT SPR 13 | AUT FEA 3  | GBR SPR Ki | GBR FEA 1  | HUN SPR 3 | HUN FEA 18 | BEL SPR 9  | BEL FEA 1  | ITA SPR 10 | ITA FEA 11 | AZE SPR 12 | AZE FEA 14 | QAT SPR 4 | QAT FEA 2 | UAE SPR 5 | UAE FEA 19 | 2.       | 192  |

† A versenyt nem fejezte be, de helyezését értékelték, mert a versenytáv több, mint 90%-át teljesítette.
^ A versenyt kevesebb, mint 2 kör után félbeszakították, így nem osztottak pontokat.

### Teljes Formula–1-es eredménysorozata
(Táblázat értelmezése)

(Félkövér: pole-pozícióból indult; dőlt: leggyorsabb kört futott) 

| Év   | Csapat       | 1      | 2      | 3     | 4      | 5      | 6      | 7     | 8     | 9     | 10     | 11     | 12     | 13     | 14  | 15  | 16  | 17  | 18  | 19     | 20  | 21  | 22     | 23  | 24     | Helyezés | Pont |
| ---- | ------------ | ------ | ------ | ----- | ------ | ------ | ------ | ----- | ----- | ----- | ------ | ------ | ------ | ------ | --- | --- | --- | --- | --- | ------ | --- | --- | ------ | --- | ------ | -------- | ---- |
| 2023 | AlphaTauri   | BHR    | SAU    | AUS   | AZE    | MIA    | MON    | ESP   | CAN   | AUT   | GBR    | HUN    | BEL    | NED    | ITA | SIN | JPN | QAT | USA | MEX Tp | BRA | LVS |        |     |        | —        | —    |
| 2023 | Red Bull     |        |        |       |        |        |        |       |       |       |        |        |        |        |     |     |     |     |     |        |     |     | UAE Tp |     |        | —        | —    |
| 2024 | Red Bull     | BHR    | SAU    | AUS   | JPN    | CHN    | MIA    | EMI   | MON   | CAN   | ESP    | AUT    | GBR Tp | HUN    | BEL | NED | ITA | AZE | SIN | USA    | MEX | BRA | LVS    | QAT | UAE Tp | —        | —    |
| 2025 | Racing Bulls | AUS Ni | CHN 11 | JPN 8 | BHR 13 | SAU 10 | MIA 11 | EMI 9 | MON 6 | ESP 7 | CAN 16 | AUT 12 | GBR Ki | BEL 20 | HUN | NED | ITA | AZE | SIN | USA    | MEX | BRA | LVS    | QAT | UAE    | 11.*     | 22*  |

* A szezon jelenleg is zajlik.